# قلعة ميرزا علي (والانجرد)
قلعة میرزا علي (بالفارسية: قلعه میرزاعلی) هي مستوطنة تقع في إيران في قسم والانجرد الريفي. يقدر عدد سكانها بـ 210 نسمة .